# Нікітін Юрій Володимирович
Ю́рій Володи́мирович Нікі́тін (нар. 9 грудня 1967, Київ, Українська РСР, СРСР) — український продюсер російських співаків, генеральний директор продюсерського центру «Mama Music», генеральний директор телеканалу «Тоніс» (2009—2010). Музичний продюсер телепередачі «Суперзірка».

## Життєпис
Закінчив швацьке профтехучилище за спеціальністю «краяльник верхнього чоловічого одягу».
У 1986 вступив до Київського інституту культури. 1993 року став генеральним директором продюсерської компанії Nova Management.
У 1999 заснував продюсерську компанію mamamusic (ТОВ «Мама Мюзік»), яка сьогодні опікується авторськими правами таких українських артистів як Ірина Білик, Андрій Данилко, музичних гуртів «неАнгели», «NikitA», «HOLLYWOOD FM» та ін.
Влітку 2007 року в Україні стартував проєкт «Фабрика зірок» на «Новому каналі», а продюсером «Фабрика Зірок-1» виступили Алла Ліповецька та Юрій Нікітін. Проєкт тривав до 30 грудня 2007 року.
21 квітня 2009 призначений генеральним директором телеканалу «Тоніс».

## Особисте життя
Колишній чоловік Ірини Білик (1990—1998) та теперішній Ольги Горбачової (2007—2009 та з 2016)

## Скандали
Сергій Петрук з російськомовного інтернет-видання Starlife 2009 року критикував Нікітіна за ймовірну крадіжку ідей.